# قرار مجلس الأمن التابع للأمم المتحدة رقم 550
قرار مجلس الأمن التابع للأمم المتحدة رقم 550، المعتمد في 11 أيار / مايو 1984، بعد الاستماع إلى احتجاجات من جمهورية قبرص وإعادة تأكيد القرارات 365 (1974)، 367 (1975)، 541 (1983) و544 (1983)، أدان المجلس الأنشطة الانفصالية غير المشروعة في الجزء المحتل من جمهورية قبرص من قبل تركيا، في انتهاك للقرارات السابقة.
ثم دعا المجلس الدول الأعضاء الأخرى إلى عدم الاعتراف بما يسمى بجمهورية شمال قبرص التركية، وأدان تبادل السفراء بين تركيا وشمال قبرص، واعتبر كل محاولات التدخل في قوة الأمم المتحدة لحفظ السلام في قبرص تتعارض مع قرارات مجلس الأمن. وأخيراً، دعا القرار الأمين العام إلى تعزيز تنفيذ القرار الحالي.
تم تبني القرار بأغلبية 13 صوتاً مقابل صوت واحد ضد (باكستان) وامتناع الولايات المتحدة عن التصويت.